# Делинде (приток Малой Куонамки)
Дели́нде (также Дьэлиндэ, Жилинда, Джелинда, Джелинде) — река в Оленёкском районе Якутии, правый приток Малой Куонамки (бассейн Анабара). Длина реки — 69 км (от истока Налим-Делинде — 217 км). Площадь водосборного бассейна — 3990 км².
Образуется слиянием рек Чоппо-Делинде и Налим-Делинде на юго-востоке Северо-Сибирской низменности, к востоку от Анабарского плато, на высоте 60 м над уровнем моря. Течёт в юго-западном направлении по термокарстовой тундре и лесотундре с преобладанием лиственницы. Меандрирует, берега часто обрывистые. Впадает в Малую Куонамку справа, на отметке 33 м над уровнем моря, в 106 км от её устья. Ширина в нижнем течении — 50 м при глубине 1 м; скорость течения в низовьях составляет 0,4 м/с. Населённые пункты на реке отсутствуют.

## Основные притоки
Указаны поименованные притоки длиной 30 км и более.
| Название      | Расстояние от устья | Длина | Положение |
| ------------- | ------------------- | ----- | --------- |
| Чинегир-Юрях  | 42                  | 53    | левый     |
| Чоппо-Делинде | 69                  | 135   | левый     |
| Налим-Делинде | 69                  | 148   | правый    |

## Данные водного реестра
По данным государственного водного реестра России и геоинформационной системы водохозяйственного районирования территории РФ, подготовленной Федеральным агентством водных ресурсов:
- Бассейновый округ — Ленский
- Речной бассейн — Анабар
- Речной подбассейн — нет
- Водохозяйственный участок — реки бассейна моря Лаптевых (включая реку Анабар) от восточной границы бассейна реки Тикян-Юрях на западе до границы бассейна реки Оленёк на востоке
- Код водного объекта — 18010000112117600040124